# Hanane Rahhab
Hanane Rahhab, parfois orthographié par erreur Hanane Rihab (en arabe : حنان رحاب) est une femme politique marocaine. 
Elle a été élue députée dans la liste nationale, lors des élections législatives marocaines de 2016 avec l'Union socialiste des forces populaires. Elle fait partie du groupe parlementaire du même parti, et elle est membre active de la Commission des finances et du développement économique.